# Campeonato Uruguayo de Divisional D 2024
El Campeonato Uruguayo de Divisional D 2024 fue el 45º torneo de cuarta categoría organizado por la AUF, correspondiente al año 2024.

## Sistema de disputa

### Fase regular
La disputaron los 12 equipos a una rueda mediante sistema de todos contra todos, de los cuales los cuatro equipos mejor ubicados se clasificaron a los play-offs.

### Ascenso
Al finalizar la Fase Regular los cuatro equipos con más puntos disputaron el ascenso a la Primera División Amateur 2025. En caso de empatar en puntos, se define por diferencia de goles.

### Play-Offs
Los disputaron los 4 equipos clasificados de la fase regular en formato de eliminación directa, donde el ganador de la final fue el campeón de la temporada y obtuvo el ascenso.

## Equipos participantes

### Relevo de plazas
| Club   | Última participación |
| ------ | -------------------- |
| Keguay | Divisional D 2022    |

| Club | Ascendido como                  |
| ---- | ------------------------------- |
| Lito | Campeón de la Divisional D 2023 |

| Club                    | Motivo                               |
| ----------------------- | ------------------------------------ |
| Hacele un Gol a la Vida | Último lugar de la Divisional D 2023 |

### Información general
| Equipo                | Ciudad             | Estadio de localía | Capacidad | Fundación               | Temporadas | Temp. Consecutivas | Títulos | Indumentaria    | 2023         |
| --------------------- | ------------------ | ------------------ | --------- | ----------------------- | ---------- | ------------------ | ------- | --------------- | ------------ |
| Academia              | Montevideo         | Por definir        | -         | 16 de marzo de 2022     | 3          | 3                  | –       | Mgr Sport       | 9°           |
| Boca Juniors          | Montevideo         | Por definir        | -         | 18 de febrero de 2023   | 2          | 2                  | –       | Mgr Sport       | 11°          |
| Deportivo C. E. M.    | Montevideo         | Por definir        | -         | 15 de noviembre de 2021 | 3          | 3                  | –       | Cema            | 12°          |
| Deutscher             | Montevideo         | Por definir        | -         | Desconocida             | 4          | 4                  | –       | Mgr Sport       | 7°           |
| Dilio Sport           | Toledo             | Por definir        | -         | 19 de mayo de 2022      | 2          | 2                  | –       | Matgeor         | 8°           |
| Estudiantes del Plata | Ciudad de la Costa | Por definir        | -         | 5 de enero de 2022      | 3          | 3                  | –       | TKS Sport       | 5°           |
| Keguay                | Toledo             | Por definir        | -         | 25 de agosto de 2000    | 3          | 1                  | –       | Kelme           | No participó |
| Melilla               | Montevideo         | Por definir        | -         | 5 de septiembre de 2017 | 2          | 2                  | –       | Sin marca       | 6°           |
| Nuevo Casabó          | Montevideo         | Por definir        | -         | 1 de enero de 2021      | 2          | 2                  | –       | Mgr Sport       | 10°          |
| Paso de la Arena      | Montevideo         | Por definir        | -         | 1 de septiembre de 1949 | 4          | 4                  | –       | Flash           | 3°           |
| Real Montevideo       | Montevideo         | Por definir        | -         | 8 de marzo de 2023      | 2          | 2                  | –       | Nass            | 4°           |
| Rincón                | Ciudad de la Costa | Por definir        | -         | 14 de noviembre de 2005 | 4          | 4                  | –       | Marathon Sports | 2°           |

Nota: Todos los datos estadísticos corresponden únicamente a los Campeonatos Uruguayos de cuarta categoría organizados por la Asociación Uruguaya de Fútbol. Las fechas de fundación de los equipos son las declaradas por los propios clubes implicados.

### Distribución geográfica de los equipos
| Localidad          | Cantidad | Equipos |
| ------------------ | -------- | --- |
| Montevideo         | 8        | Academia, Boca Juniors, Deportivo C. E. M., Deutscher, Melilla, Nuevo Casabó, Paso de la Arena, Real Montevideo |
| Ciudad de la Costa | 2        | Estudiantes del Plata, Rincón                                                                                   |
| Toledo             | 2        | Dilio Sport, Keguay                                                                                             |

### Entrenadores
| Equipo                | Entrenador inicial | Entrenadores sustitutos |
| --------------------- | ------------------ | ----------------------- |
| Academia              | Nicolás Ricciardi  |                         |
| Boca Juniors          | Darío Larrosa      |                         |
| Deportivo C. E. M.    | Mónica Da Silva    |                         |
| Deutscher             | Julio Santín       |                         |
| Dilio Sport           | Nicolás Muniz      |                         |
| Estudiantes del Plata | Jorge Gutiérrez    |                         |
| Keguay                | Por definir        |                         |
| Melilla               | Por definir        |                         |
| Nuevo Casabó          | Por definir        |                         |
| Paso de la Arena      | Álvaro Meneses     |                         |
| Real Montevideo       | Por definir        |                         |
| Rincón                | Por definir        |                         |

## Fase regular
| Pos. | Equipo                  | Pts. | PJ | G | E | P  | GF | GC | Dif. |  |
| ---- | ----------------------- | ---- | -- | - | - | -- | -- | -- | ---- |  |
| 1    | Rincón                  | 29   | 11 | 9 | 2 | 0  | 31 | 10 | +21  |  |
| 2    | Deutscher               | 26   | 11 | 8 | 2 | 1  | 29 | 8  | +21  |  |
| 3    | Real Montevideo         | 26   | 11 | 8 | 2 | 1  | 26 | 11 | +15  |  |
| 4    | Paso de la Arena        | 22   | 11 | 7 | 1 | 3  | 19 | 9  | +10  |  |
| 5    | Keguay                  | 21   | 11 | 7 | 0 | 4  | 22 | 8  | +14  |  |
| 6    | Estudiantes del Plata   | 19   | 11 | 6 | 1 | 4  | 27 | 15 | +12  |  |
| 7    | Melilla                 | 14   | 11 | 4 | 2 | 5  | 15 | 15 | 0    |  |
| 8    | Dilio Sport             | 12   | 11 | 4 | 0 | 7  | 23 | 25 | −2   |  |
| 9    | Deportivo C. E. M. (-3) | 8    | 11 | 2 | 2 | 7  | 13 | 14 | −1   |  |
| 10   | Academia                | 6    | 11 | 2 | 0 | 9  | 8  | 24 | −16  |  |
| 11   | Boca Juniors            | 6    | 11 | 2 | 0 | 9  | 9  | 33 | −24  |  |
| 12   | Nuevo Casabó (+3)       | 3    | 11 | 1 | 0 | 10 | 7  | 57 | −50  |  |

Actualizado a los partidos jugados el 25 de noviembre de 2024.
 Fuente: AUF
Criterios de clasificación: 1) puntos; 2) diferencia de goles; 3) número de goles marcados.
|  | En zona de clasificación a los play-offs por el ascenso al Campeonato Uruguayo de Primera División Amateur 2025. |

### Resultados
| Keguay           | 1:0 | Estudiantes del Plata | Complejo Rentistas | 5 de septiembre  | 20:30 |
| Paso de la Arena | 2:1 | Deportivo Melilla     | Estadio Charrúa    | 5 de septiembre  | 21:10 |
| Rincón           | 4:0 | Montevideo Boca Jrs.  | Estadio Charrúa    | 8 de septiembre  | 20:00 |
| Dilio Sport      | 0:2 | Deportivo CEM         | Complejo Rentistas | 10 de septiembre | 20:30 |
| Academia         | 0:2 | Real Montevideo       | Complejo Rentistas | 11 de septiembre | 20:30 |
| Deutscher        | 7:0 | Nuevo Casabó          | Estadio Charrúa    | 11 de septiembre | 21:10 |

| Nuevo Casabó          | 0:7 | Dilio Sport      | Complejo Rentistas | 14 de septiembre | 19:30 |
| Deportivo Melilla     | 1:2 | Rincón           | Estadio Charrúa    | 15 de septiembre | 14:00 |
| Estudiantes del Plata | 1:0 | Deutscher        | Estadio Charrúa    | 15 de septiembre | 17:00 |
| Real Montevideo       | 2:1 | Keguay           | Estadio Charrúa    | 15 de septiembre | 20:00 |
| Deportivo CEM         | 0:1 | Paso de la Arena | Estadio Charrúa    | 16 de septiembre | 21:15 |
| Montevideo Boca Jrs.  | 0:1 | Academia         | Complejo Rentistas | 17 de septiembre | 20:00 |

| Dilio Sport       | 1:3 | Estudiantes del Plata | Complejo Rentistas | 20 de septiembre | 20:00 |
| Deutscher         | 3:2 | Real Montevideo       | Estadio Charrúa    | 22 de setiembre  | 17:00 |
| Paso de la Arena  | 3:2 | Nuevo Casabó          | Estadio Charrúa    | 22 de setiembre  | 20:00 |
| Deportivo Melilla | 1:1 | Deportivo CEM         | Complejo Rentistas | 23 de septiembre | 20:00 |
| Rincón            | 2:0 | Academia              | Estadio Charrúa    | 23 de septiembre | 21:15 |
| Keguay            | 3:0 | Montevideo Boca Jrs.  | Complejo Rentistas | 24 de septiembre | 20:00 |

| Nuevo Casabó          | 1:4 | Deportivo Melilla | Complejo Rentistas | 27 de septiembre | 20:00 |
| Montevideo Boca Jrs.  | 1:4 | Deutscher         | Complejo Rentistas | 28 de septiembre | 17:00 |
| Real Montevideo       | 3:2 | Dilio Sport       | Estadio Charrúa    | 29 de septiembre | 17:00 |
| Estudiantes del Plata | 0:1 | Paso de la Arena  | Estadio Charrúa    | 29 de septiembre | 20:00 |
| Deportivo CEM         | 1:2 | Rincón            | Complejo Rentistas | 30 de septiembre | 20:00 |
| Academia              | 0:1 | Keguay            | Estadio Charrúa    | 30 de septiembre | 21:15 |

| Deportivo CEM     | 4:1 | Nuevo Casabó          | Complejo Rentistas | 4 de octubre | 20:00 |
| Dilio Sport       | 3:0 | Montevideo Boca Jrs.  | Complejo Rentistas | 5 de octubre | 20:30 |
| Paso de la Arena  | 0:1 | Real Montevideo       | Estadio Charrúa    | 5 de octubre | 20:30 |
| Rincón            | 2:0 | Keguay                | Estadio Charrúa    | 6 de octubre | 20:00 |
| Deutscher         | 5:0 | Academia              | Estadio Charrúa    | 7 de octubre | 21:15 |
| Deportivo Melilla | 2:2 | Estudiantes del Plata | Complejo Rentistas | 8 de octubre | 20:00 |

| Montevideo Boca Jrs.  | 0:7 | Paso de la Arena  | Complejo Rentistas | 11 de octubre | 20:00 |
| Keguay                | 0:1 | Deutscher         | Estadio Charrúa    | 13 de octubre | 17:00 |
| Estudiantes del Plata | 1:0 | Deportivo CEM     | Estadio Charrúa    | 13 de octubre | 20:00 |
| Real Montevideo       | 1:0 | Deportivo Melilla | Complejo Rentistas | 14 de octubre | 20:00 |
| Academia              | 1:2 | Dilio Sport       | Estadio Charrúa    | 14 de octubre | 21:15 |
| Nuevo Casabó          | 0:4 | Rincón            | Complejo Rentistas | 16 de octubre | 20:00 |

| Deportivo CEM     | 1:1 | Real Montevideo       | Complejo Rentistas | 18 de octubre | 20:00 |
| Rincón            | 2:2 | Deutscher             | Estadio Charrúa    | 20 de octubre | 20:00 |
| Deportivo Melilla | 1:0 | Montevideo Boca Jrs.  | Complejo Rentistas | 21 de octubre | 20:00 |
| Paso de la Arena  | 2:1 | Academia              | Estadio Charrúa    | 21 de octubre | 21:15 |
| Dilio Sport       | 2:0 | Keguay                | Complejo Rentistas | 22 de octubre | 20:00 |
| Nuevo Casabó      | 0:7 | Estudiantes del Plata | Complejo Rentistas | 23 de octubre | 20:00 |

| Keguay                | 1:0 | Paso de la Arena  | Complejo Rentistas | 31 de octubre  | 20:00 |
| Deutscher             | 3:2 | Dilio Sport       | Estadio Charrúa    | 3 de noviembre | 17:30 |
| Estudiantes del Plata | 2:3 | Rincón            | Complejo Rentistas | 3 de noviembre | 20:30 |
| Academia              | 1:2 | Deportivo Melilla | Complejo Rentistas | 4 de noviembre | 17:00 |
| Montevideo Boca Jrs.  | 2:1 | Deportivo CEM     | Complejo Rentistas | 4 de noviembre | 21:00 |
| Real Montevideo       | 7:1 | Nuevo Casabó      | Estadio Charrúa    | 4 de noviembre | 21:15 |

| Melilla               | 0:2 | Keguay               | Complejo Rentistas | 8 de noviembre  | 20:00 |
| Estudiantes del Plata | 1:3 | Real Montevideo      | Estadio Charrúa    | 10 de noviembre | 15:00 |
| Rincón FC             | 6:3 | Dilio Sport          | Estadio Charrúa    | 10 de noviembre | 17:30 |
| Paso de la Arena      | 0:0 | Deutscher FK         | Estadio Charrúa    | 10 de noviembre | 20:00 |
| Nuevo Casabó          | 1:3 | Montevideo Boca Jrs. | Complejo Rentistas | 11 de noviembre | 17:00 |
| Deportivo CEM         | 2:0 | Academia FC          | Complejo Rentistas | 11 de noviembre | 21:00 |

| Deutscher            | 2:0 | Deportivo Melilla     | Complejo Rentistas | 16 de noviembre | 21:00 |
| Dilio Sport          | 0:3 | Paso de la Arena      | Complejo Rentistas | 17 de noviembre | 20:00 |
| Real Montevideo      | 1:1 | Rincón de Carrasco    | Parque Palermo     | 17 de noviembre | 21:00 |
| Keguay               | 3:1 | Deportivo CEM         | Complejo Rentistas | 18 de noviembre | 21:00 |
| Academia             | 2:1 | Nuevo Casabó          | Estadio Charrúa    | 18 de noviembre | 21:15 |
| Montevideo Boca Jrs. | 2:5 | Estudiantes del Plata | Complejo Rentistas | 20 de noviembre | 20:00 |

| Deportivo Melilla     | 4:1  | Dilio Sport          | Complejo Rentistas | 22 de noviembre | 20:00 |
| Deportivo CEM         | 0:2  | Deutscher            | Complejo Rentistas | 23 de noviembre | 13:00 |
| Real Montevideo       | 3:1  | Montevideo Boca Jrs. | Parque Palermo     | 23 de noviembre | 13:00 |
| Rincón (C)            | 3:0  | Paso de la Arena     | Estadio Charrúa    | 23 de noviembre | 13:00 |
| Nuevo Casabó          | 0:10 | Keguay               | Complejo Rentistas | 25 de noviembre | 20:00 |
| Estudiantes del Plata | 5:2  | Academia             | Complejo Rentistas | 25 de noviembre | 20:00 |

## Play-Offs

### Equipos clasificados
- Rincón
- Deutscher
- Real Montevideo
- Paso de la Arena

|  | Semifinales      | Semifinales | Semifinales |   |                  | Final | Final | Final |  |
|  |                  |             |             |   |                  |       |       |       |  |
|  |                  |             |             |   |                  |       |       |       |  |
|  | Rincón           | 0           | 1           |   |                  |       |       |       |  |
|  | Rincón           | 0           | 1           |   |                  |       |       |       |  |
|  | Paso de la Arena | 4           | 3           |   |                  |       |       |       |  |
|  | Paso de la Arena | 4           | 3           |   | Paso de la Arena | 1     | 0     |       |  |
|  |                  |             |             |   | Paso de la Arena | 1     | 0     |       |  |
|  |                  |             | Deutscher   | 5 | 0                |       |       |       |  |
|  | Real Montevideo  | 1           | Deutscher   | 5 | 0                | 2     |       |       |  |
|  | Real Montevideo  | 1           |             |   |                  | 2     |       |       |  |
|  | Deutscher        | 2           | 3           |   |                  |       |       |       |  |
|  | Deutscher        | 2           | 3           |   |                  |       |       |       |  |
|  |                  |             |             |   |                  |       |       |       |  |

#### Semifinales - Ida
| 27 de noviembre de 2024, 21:15 | Rincón | 0:4 | Paso de la Arena | Estadio Charrúa, Montevideo |  |

| 28 de noviembre de 2024, 21:00 | Deutscher | 2:1 | Real Montevideo | Estadio Charrúa, Montevideo |  |

#### Semifinales - Vuelta
| 2 de diciembre de 2024, 20:30 | Paso de la Arena | 3:1 | Rincón | Estadio Charrúa, Montevideo |  |

| 2 de diciembre de 2024, 21:00 | Real Montevideo | 2:3 | Deutscher | Parque Palermo, Montevideo |  |

#### Final - Ida
| 8 de diciembre de 2024, 19:00 | Paso de la Arena | 1:5 | Deutscher | Estadio Charrúa, Montevideo |  |

#### Final - Vuelta
| 14 de diciembre de 2024, 20:00 | Deutscher | 0:0 | Paso de la Arena | Complejo Rentistas, Montevideo |  |

|            |
| Deutscher  |
| Campeón    |
| 1.° título |

## Goleadores
| Jugador              | Club                  | Goles |
| -------------------- | --------------------- | ----- |
| Gerónimo Blanco      | Estudiantes del Plata | 14    |
| Sebastián López      | Dilio Sport           | 12    |
| Facundo Barrett      | Deutscher             | 9     |
| Santiago Cuña        | Deutscher             | 9     |
| Cristian Lima        | Keguay                | 8     |
| Álvaro Fernández     | Rincón                | 7     |
| Iván Pérez           | Rincón                | 7     |
| Jacinto de Lizarza   | Keguay                | 7     |
| Washington Fernández | Melilla               | 7     |